# Saint-Pardon-de-Conques
Saint-Pardon-de-Conques är en kommun i departementet Gironde i regionen Nouvelle-Aquitaine i sydvästra Frankrike. Kommunen ligger i kantonen Langon som tillhör arrondissementet Langon. År 2022 hade Saint-Pardon-de-Conques 639 invånare.

## Befolkningsutveckling
Antalet invånare i kommunen Saint-Pardon-de-Conques
Referens:INSEE